# HD100679
HD100679 — хімічно пекулярна зоря спектрального класу A1, що має видиму зоряну величину в смузі V приблизно  9,0.
Вона  розташована на відстані близько 2380,7 світлових років від Сонця.